# Symétrie CP

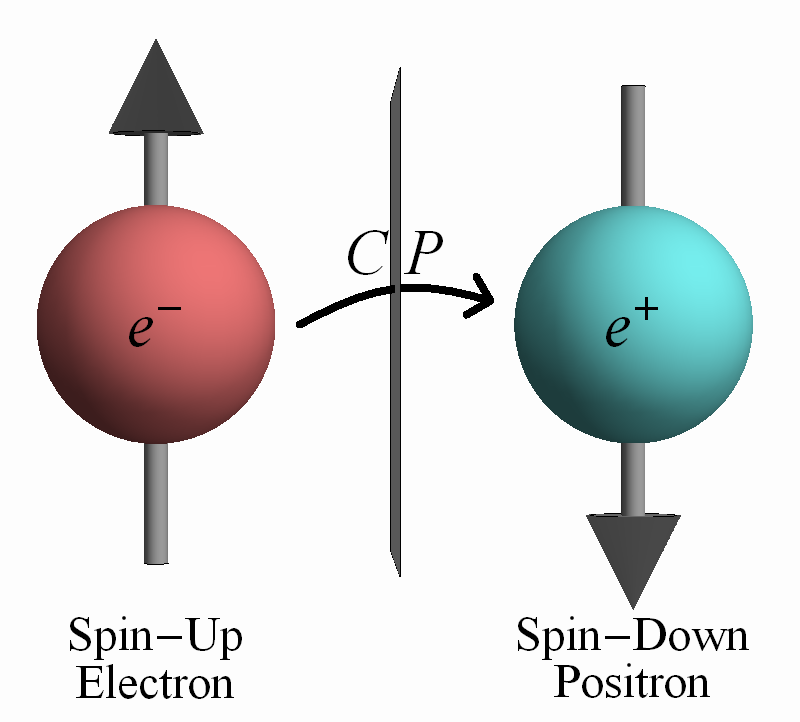
La fonction de symétrie CP inverse l’axe dans l'espace d’une particule et donne une antiparticule. Ici, un électron de spin-up devient un positron de spin down.

En physique des particules, une théorie possède la symétrie CP si elle est invariante sous une transformation simultanée de conjugaison de charge (C), qui échange particules et antiparticules, et une inversion d'espace suivie d'une rotation de 180° selon un axe perpendiculaire au plan miroir (Parité).
Autrement dit dans cette théorie, toute équation décrit tout aussi correctement une particule que son antiparticule de direction opposée.
Introduite après la découverte de la violation de la parité dans certaines réactions de radioactivité dans les années 1950, il a été néanmoins établi en 1964 que l'interaction faible viole cette symétrie.

## Violation de la symétrie CP
La violation de symétrie CP, avec la rupture de la conservation du nombre baryonique et de l'équilibre thermique, est nécessaire pour expliquer l'asymétrie matière-antimatière observée dans l'Univers.